# Исукар-де-Матаморос
Исукар-де-Матаморос (исп. Izúcar de Matamoros) — город и муниципалитет в Мексике, входит в штат Пуэбла. Находится на плодородной долине на высоте 1100 метров над уровнем моря. Его крупнейшими другими общинами являются города Ла-Галарса и Сан-Хуан-Рабосо. Здесь есть много достопримечательностей, таких как порталы и Санто-Доминго, самая большая церковь в городе.
Славится изделиями из цветной глины.
Население — 69 413 человека.

## История
Город получил статут муниципалитета в 1825 году.
Однако начало было положено в 1528 году доминиканцами с основанием в этом месте, служащем перекрестком между торговыми маршрутами местных племен, небольшой церкви.
23 ноября 1847 году в этом месте произошла военная стычка между американцами и мексиканцами в рамках мексикано- американской войны 1846-1848 годов.

## Этимология
Его название происходит от топонима нахуатль "Itzocan", состоящий из itztli (то есть нож), от ohtli (то есть путь) и -can (суффикс локализации); что должно означать "место пути ножа". Другие интерпретации предполагают, что это может означать "место нарисованных лиц". Испанцы назвали его Izúcar, а некоторые колодцы называются "Azúcar" (по-испански сахар), так как это одно из главных мест выращивания сахарного тростника в Мексике. Это основной бизнес в этом районе, и сахарная промышленность является основным источником дохода для этого, который является третьим городом в штате Пуэбла. Изукар также носит фамилию революционера Мариано Матамороса, которому Хосе Мария Морелос и Павон дали имя "правая рука".

## Гастрономия
Среди основных продуктов, типичных для региона, можно упомянуть: моль поблано; зеленый пипиан, приготовленный из семян тыквы и листьев святого (piper auritum); бобовые Тамале, завернутые в лист авокадо; белый позоле; вяленое мясо и хлеб Баррио или колорадский хлеб.

## Климат
Изукар-де-Матаморос принадлежит к региону сухого тропика, климатические особенности которого доминируют по всему периметру Микстека, из которого Изукар является входом. На горных высотах, окружающих долину Матаморос, климат немного менее жаркий и влажный, чем в долине. Сезон дождей представлен в летние и осенние месяцы. Родная растительность муниципалитета - лиственные низкие джунгли, хотя выращивание сахарного тростника немного изменило ландшафт, и большая часть муниципалитета засеяна канавералами.

## Школы
Изукар-де-Матаморос имеет широкое академическое предложение, поскольку в регионе существуют центры, которые включают различные уровни государственного и частного образования, от дошкольного, начального, среднего и высшего среднего уровня до университета. Среди наиболее известных школ: школьный центр президента Лазаро Карденаса широкий образовательный центр, объединяющий все вышеупомянутые уровни; средняя школа Родольфо Санчеса Табоада; центр бакалавриата технологий, промышленности и услуг; Федеральная Средняя школа план Айала; школа Эрнесто Эррера Асеведо, начальная школа Кармен Сердан; начальная школа Мариано Матаморос; частное школьное подразделение "Мигель Кастуло де Алатристе";